# Lutra lutra
La nutria europea de río ('Lutra lutra), también conocida como nutria euroasiática de río,  es una especie de mamífero carnívoro de la familia Mustelidae endemico del continente europeo se encuentra en y a lo largo de sus vias fluviales y costas. Una nutria de río adulta puede pesar entre 5,0 y 14 kg (11.0 y 30.9 lb). La nutria de río está protegida y aislada por una capa de pelaje gruesa y repelente al agua.

## Descripción
Como todos los mustélidos, tiene el cuerpo alargado, patas cortas, hocico chato y cráneo alargado.
Se caracteriza por su gran tamaño (el cuerpo mide entre 62 y 69 cm y la cola de 37 a 42 cm, y pesa unos 11 kg). Tiene el pelaje pardo y corto, con una característica mancha blanca en la garganta y membranas entre los dedos de las extremidades anteriores y posteriores.
Se distingue de otros mustélidos acuáticos como el visón por su corpulencia, pelaje más claro, y por nadar con el cuerpo sumergido y la cabeza afuera, mientras que el visón hace emerger medio cuerpo al vadear. Se sumerge con movimientos rápidos y bucea desde diez a cuarenta segundos.

## Subespecies
La nutria de río japonesa (L. l. whiteleyi) habitó en Japón hasta su extinción en 1979.

## Comportamiento
Se alimenta de crustáceos, peces, ranas, etc. y, a menudo, juega con sus presas durante un rato, lo que le ha válido el sobrenombre de gato de agua en algunos sitios.[cita requerida]
Al andar, como el resto de sus parientes, da saltos arqueando todo el cuerpo para contrarrestar el efecto de sus cortas patas. Se refugia en cuevas entre las rocas, entre raíces o incluso en zarzales. En algunos sitios hace toboganes trazados en el barro o la nieve para llegar rápidamente al agua.

## Distribución
Está prácticamente presente en gran totalidad del continente euroasiático y en el Norte de África.

## Galería

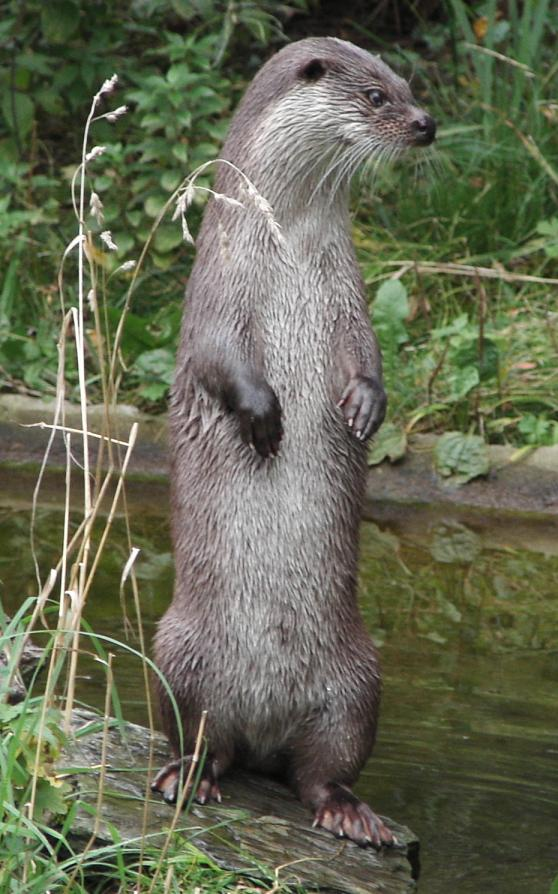
Nutria de pie
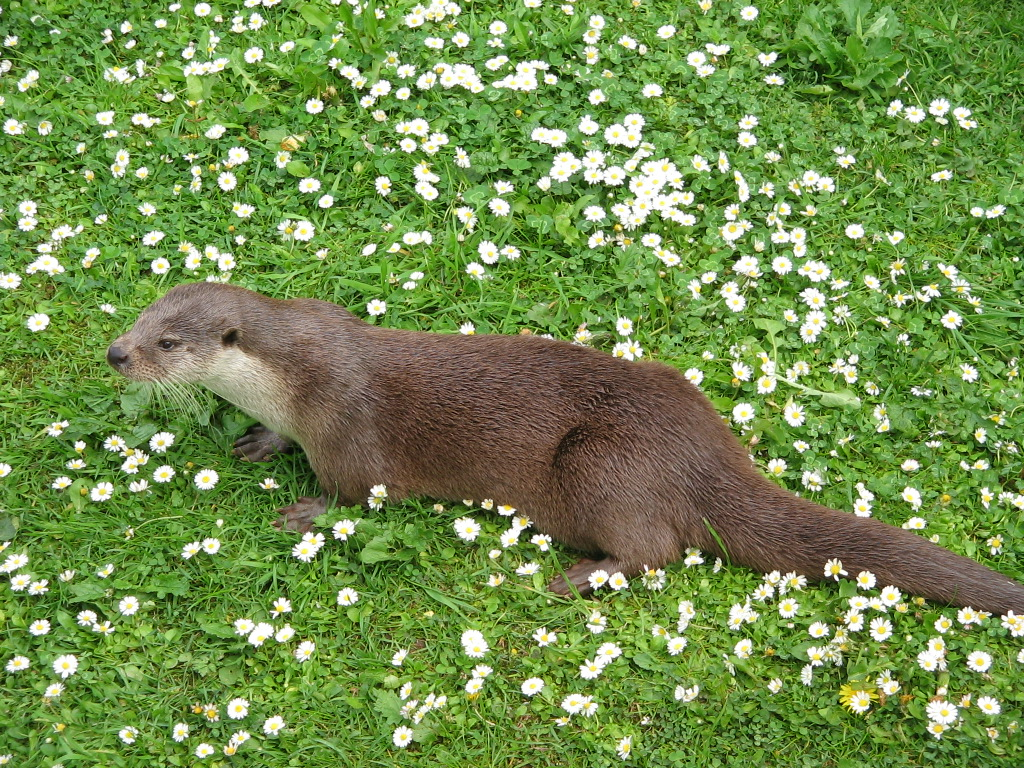
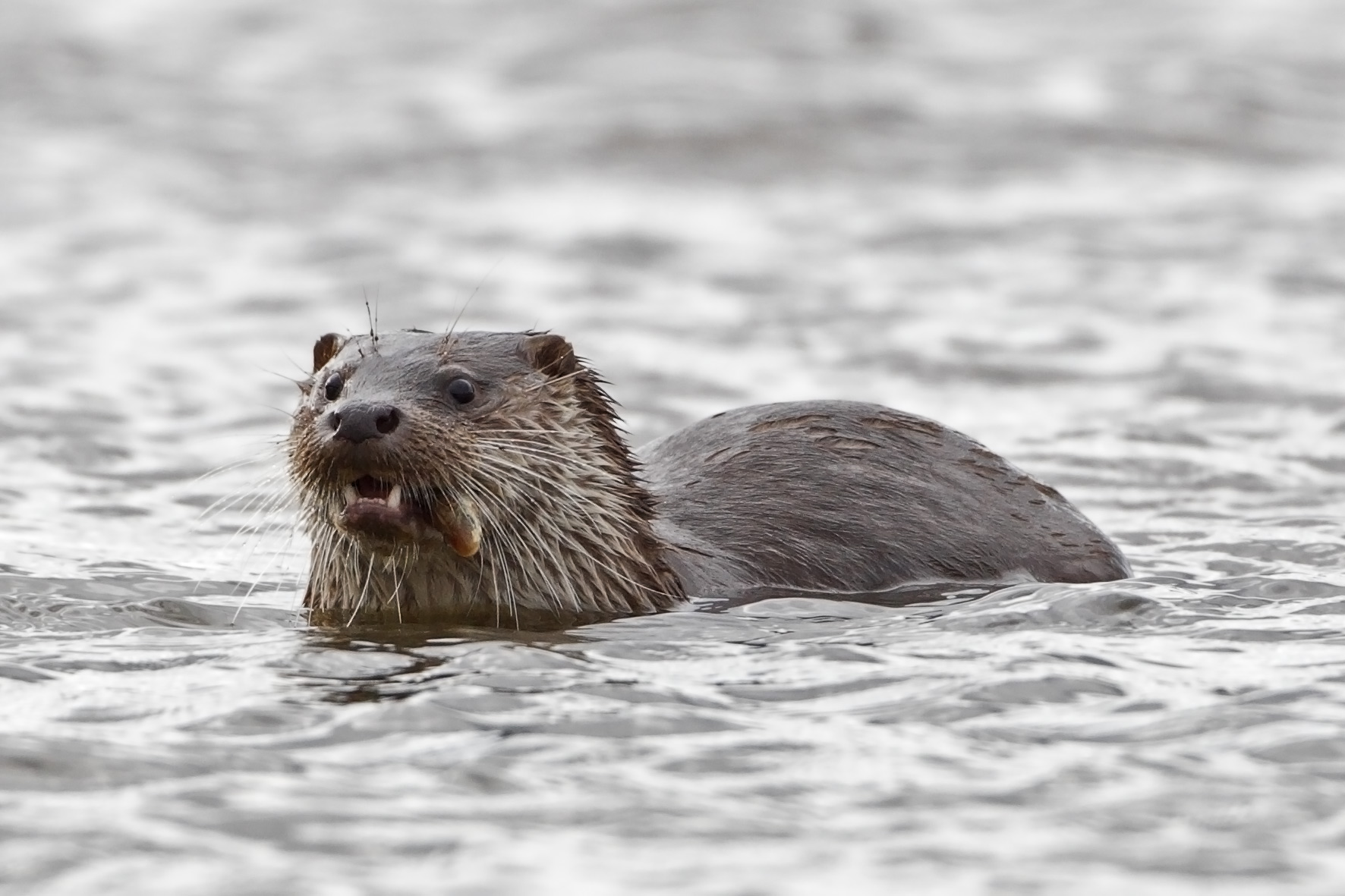